# Genycharax
Genycharax, monotipski rod tropskih slatkovodnih riba iz porodice Characidae, dio reda Characiformes. Jedina je vrsta G. tarpon čije je stanište ogranićeno na gornji tok rijeke Río Cauca u Kolumbiji.
To je manja bentopelagijskia riba koja naraste desetak centimetara, najduži izmjereni poznati primjerak imao je 17.4 cm.